# Zimski jugo-kup 1938-1939
La Zimski jugo-kup u nogometu 1938./39. ("Coppa Jugo invernale di calcio 1938-39"), conosciuta anche come Zimski kup 1938-39, fu una competizione calcistica disputata nel Regno di Jugoslavia dal dicembre 1938 al gennaio 1940, fu l'ultima edizione di questa coppa nazionale prima dell'avvento della Coppa del maresciallo Tito.
Vi parteciparono 19 fra le migliori compagini del paese.

## Squadre partecipanti
Alla Zimski kup 1938-39, detta anche Jugokup, vennero invitate 20 squadre:
- le 12 del Državno prvenstvo 1938-1939
- altre 8 dalla Prvi razred 1938-1939: Concordia Zagabria, Bata Borovo, Slavija Osijek, Krajišnik, SAŠK, Bačka Subotica, Vojvodina e Radnički Kragujevac

Nella conferenza del 1º dicembre 1938, tenutasi presso il locali del BSK Belgrado, i rappresentanti dello Slavija Varaždin dello Krajišnik non furono soddisfatti delle proposte e ritennero che le proprie squadre non avrebbero ottenuto benefici economici dalla partecipazione, quindi si ritirarono dal torneo. Il comitato organizzatore decise quindi di invitare anche la seconda miglior squadra di Spalato: lo JRŠK. Inoltre, le squadre partecipanti vennero divise in una zona occidentale ed una orientale per risparmiare sulle spese di viaggio.

## Turno preliminare
| Squadra 1      | Totale | Squadra 2           | Andata     | Ritorno    |
| -------------- | ------ | ------------------- | ---------- | ---------- |
|                |        |                     | 18.12.1938 | 26.12.1938 |
| Bačka Subotica | 4 – 9  | Slavija Osijek      | 4 – 4      | 0 – 5      |
|                |        |                     | 25.12.1938 | 01.01.1939 |
| SAŠK           | 6 – 9  | Bata Borovo         | 5 – 2      | 1 – 7      |
| Vojvodina      | 6 – 7  | Radnički Kragujevac | 2 – 3      | 4 – 4      |

## Ottavi di finale
| Squadra 1           | Totale | Squadra 2          | Andata     | Ritorno    |
| ------------------- | ------ | ------------------ | ---------- | ---------- |
|                     |        |                    | 06.01.1939 | 15.01.1939 |
| Concordia Zagabria  | 4 – 2  | Bata Borovo        | 2 – 0      | 2 – 2      |
| HAŠK Zagabria       | 1 – 3  | Slavija Sarajevo   | 1 – 0      | 0 – 3      |
| SK Lubiana          | 2 – 7  | Građanski Zagabria | 2 – 1      | 0 – 6      |
| Hajduk Spalato      | 2 – 0  | JRŠK Spalato       | 2 – 0      | 0 – 0      |
|                     |        |                    | 15.01.1939 | 19.01.1939 |
| Jedinstvo Belgrado  | 2 – 0  | Šparta Zemun       | 2 – 0      | 0 – 0      |
| BASK Belgrado       | 7 – 3  | Gragjanski Skopje  | 5 – 0      | 2 – 3      |
| Radnički Kragujevac | 2 – 7  | Jugoslavija        | 2 – 3      | 0 – 4      |
| Slavija Osijek      | 2 – 9  | BSK Belgrado       | 1 – 3      | 1 – 6      |

## Quarti di finale
La gara di ritorno fra Građanski e Hajduk è stata interrotta al 71º minuto, quando Bernard Hügl è intervenuto duramente su Jozo Matošić, ferendolo. È scoppiata una rissa generale, prima fra i giocatori (Frane Matošić ha preso a calci Mirko Kokotović), e poi sugli spalti fra i tifosi. L'arbitro Miljenko Podubsky ha atteso 10 minuti per la ripresa della partita mentre la polizia era intervenuta per sedare i tumulti fra i fan, poi ha decretato l'interruzione definitiva. Il comitato organizzatore ha poi deciso che i rimanenti 19 minuti sarebbero stati disputati il giorno successivo, il 30 gennaio. Alla ripresa, di fronte a 3500 spettatori, la gara è andata ai tempi supplementari, dove il Građanski ha segnato al 95º la rete decisiva con Milan Antolković.
| Squadra 1          | Totale | Squadra 2          | Andata     | Ritorno     |
| ------------------ | ------ | ------------------ | ---------- | ----------- |
|                    |        |                    | 22.01.1939 | 29.01.1939  |
| Concordia Zagabria | 2 – 4  | Slavija            | 2 – 2      | 0 – 2       |
| Hajduk Spalato     | 2 – 3  | Građanski Zagabria | 1 – 1      | 1 – 2 (dts) |
| Jugoslavija        | 4 – 2  | BASK Belgrado      | 2 – 1      | 2 – 1       |
| Jedinstvo Belgrado | 1 – 6  | BSK Belgrado       | 1 – 3      | 0 – 3       |

## Semifinali
Il Građanski si è ritirato dalla competizione per il rifiuto di giocare contro lo Slavija: a causa di un incidente occorso durante la gara a Sarajevo del 30 ottobre 1938 nel Državno prvenstvo 1938-1939, gli zagabresi avevano interrotto ogni rapporto sportivo con lo Slavija. Quindi ai bianco-azzurri è stata data la vittoria 3–0 per forfait in entrambi gli incontri. Vi era stata pure la proposta di invertire le semifinali (Građanski contro Jugoslavija e BSK contro Slavija), ma il BSK Belgrado non è stato d'accordo per motivi economici.
| Squadra 1   | Totale | Squadra 2          | Andata     | Ritorno    |
| ----------- | ------ | ------------------ | ---------- | ---------- |
|             |        |                    | 05.02.1939 | 19.02.1939 |
| Slavija     | n.d.   | Građanski Zagabria | 3 – 0      | 3 – 0      |
| Jugoslavija | 4 – 1  | BSK Belgrado       | 0 – 1      | 4 – 0      |

## Finale
Le due finaliste si sono accordate, per ridurre i costi, per disputare entrambe le gare a Belgrado ad un giorno di distanza l'una dall'altra.
| Squadra 1   | Totale | Squadra 2 | Andata     | Ritorno    |
| ----------- | ------ | --------- | ---------- | ---------- |
|             |        |           | 07.01.1940 | 08.01.1940 |
| Jugoslavija | 5 – 1  | Slavija   | 5 – 1      | 0 – 0      |

### Andata
| Arbitro: | Janko Logar (Belgrado) |

|                                                                                                 |            |                                                                                             |
| Savić 6’ Perlić 25’ A. Petrović 32’, 46’ Bednar 81’                                             | Marcatori  | 7’ Rajlić                                                                                   |
| Lovrić Anđelković P. Petrović Atanacković Broćić Ćirić Savić Bednar A. Petrović Drenovac Perlić | Formazioni | Krstulović Pavlić Stanković Bulajić Bobetić Tešanić Petković Šalipur Rajlić Đajić Lazarević |

### Ritorno
| Arbitro: | Stanković (Belgrado) |

|                                                                                           |            |                                                                                                |
| Krstulović Pavlić Stanković Sudar Bobetić Tešanić Petković Šalipur Rajlić Đajić Lazarević | Formazioni | Lovrić Anđelković P. Petrović Atanacković Broćić Ćirić Savić Eibel A. Petrović Drenovac Perlić |